# 巴拉馬打道
巴拉馬打道（英語：Parramatta Road），又譯怕罅孖打道、帕拉玛塔道，位於澳大利亞新南威爾斯州悉尼，是条東西走向，具歷史意義，連接悉尼中心商業區與巴拉馬打的道路。它是大西部公路的最東路段，東面始於維多利亞公園（近悉尼大學），連接百老匯街和城市道。巴拉馬打路於1811年開通，是悉尼最古老的道路之一，亦是澳大利亞首條連接兩個城市的道路（當時巴拉馬打未併入悉尼）。時至今日，巴拉馬打路每年汽車流量超過3百萬架次。全長23（14英里）的道路兩旁有67%的店舖經營汽車銷售，是悉尼汽車銷售業的重要據點。

## 位置

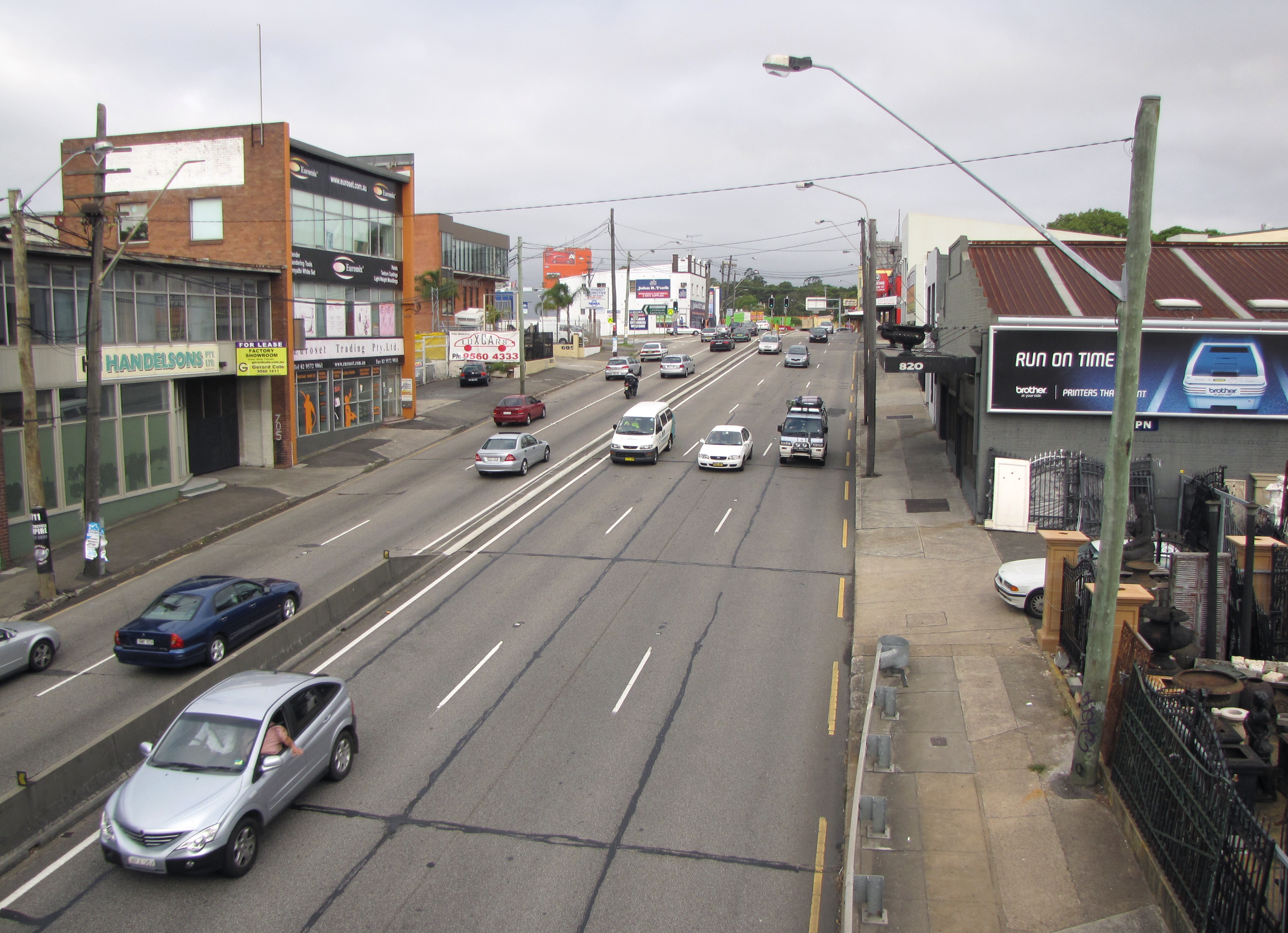
巴拉馬打路近賴卡

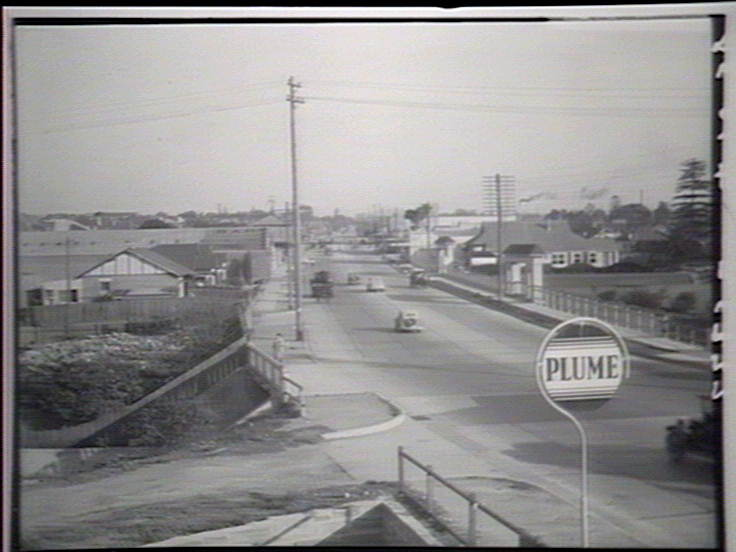
1930年代的巴拉馬打路近劉易舍姆 (新南威爾士州)

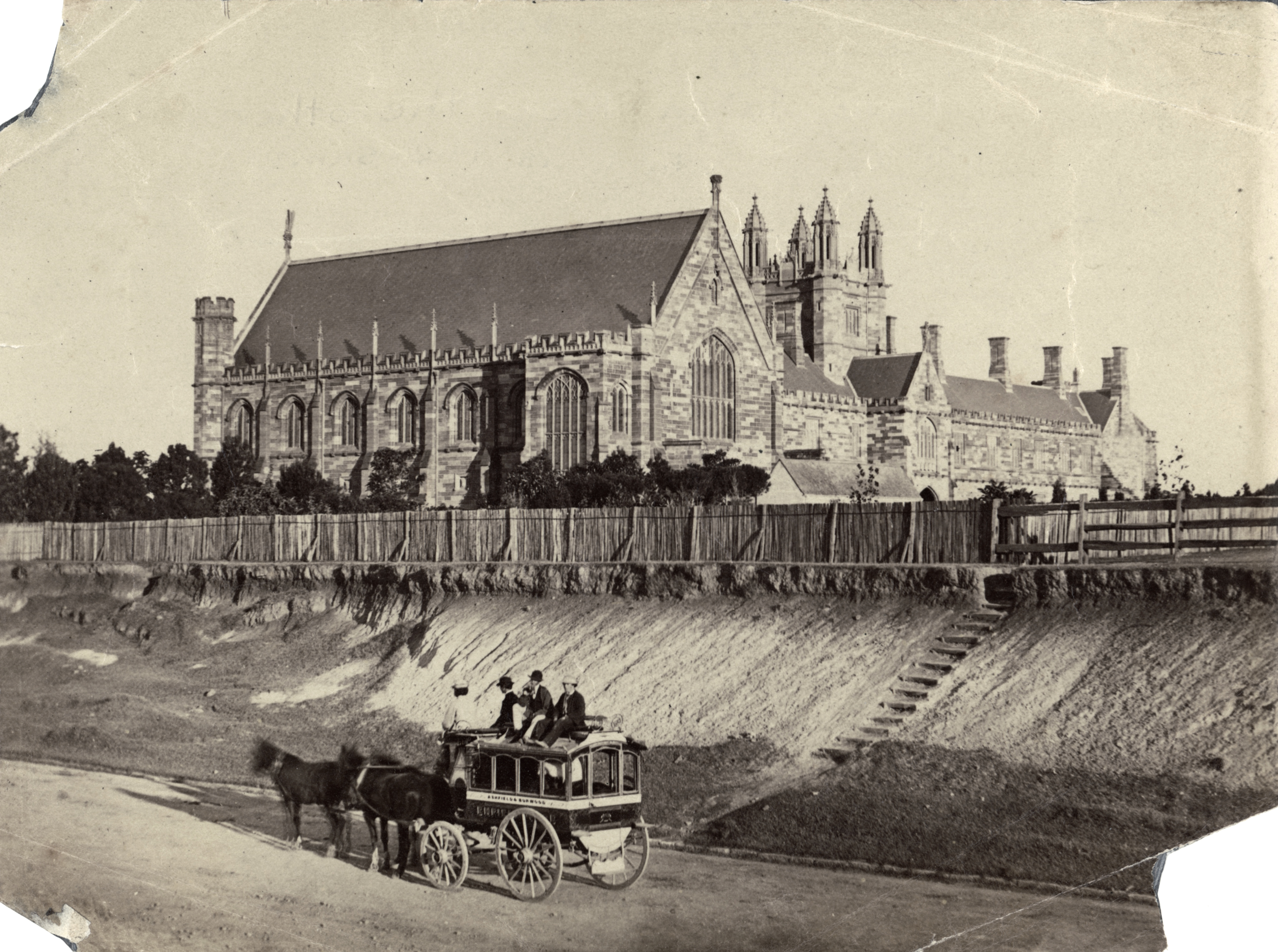
1870年代的巴拉馬打路，背景為悉尼大學

巴拉馬打路是多個市區的邊界。
巴拉馬打路以北的市區包括：
- 歐迪模（Ultimo）
- 忌獵（Glebe）
- 科厘士羅治（Forest Lodge）
- 晏蘭爹（Annandale）
- 賴卡（Leichhardt）
- 哈伯菲爾德（英语：Haberfield, New South Wales）（Haberfield）
- 歪鐸（Five Dock）
- 哥特（Concord）

巴拉馬打路以南的市區包括：
- 奇彭代爾（Chippendale）
- 坎伯當（Camperdown）
- 士丹摩（Stanmore）
- 劉易舍姆（英语：Lewisham, New South Wales）（Lewisham）
- 必打甚（Petersham）
- 薩默希爾（Summer Hill）
- 艾士菲（Ashfield）
- 哥來頓（Croydon）
- 宝活（Burwood）

在克羅伊登及宝活以西，巴拉馬打路穿越史卓菲（Strathfield）、霍姆布什（Homebush）、奧本（Auburn）及格蘭維爾（Granville）直至抵達巴拉馬打。